# 12de Oscaruitreiking
De 12de Oscaruitreiking, waarbij prijzen worden uitgereikt aan de beste prestaties in films in 1939, vond plaats op 29 februari 1940 in het Ambassador Hotel in Los Angeles, Californië. De ceremonie werd gepresenteerd door Bob Hope.
De grote winnaar van de 12de Oscaruitreiking was Gone with the Wind, met in totaal 13 nominaties en 8 Oscars.

## Winnaars

### Films
| Categorie  | Winnaar            | Regie          |
| ---------- | ------------------ | -------------- |
| Beste Film | Gone with the Wind | Victor Fleming |

### Acteurs
| Categorie                  | Winnaar         | Film               |
| -------------------------- | --------------- | ------------------ |
| Beste Mannelijke Hoofdrol  | Robert Donat    | Goodbye, Mr. Chips |
| Beste Vrouwelijke Hoofdrol | Vivien Leigh    | Gone with the Wind |
| Beste Mannelijke Bijrol    | Thomas Mitchell | Stagecoach         |
| Beste Vrouwelijke Bijrol   | Hattie McDaniel | Gone with the Wind |

### Regie
| Categorie       | Winnaar        | Film               |
| --------------- | -------------- | ------------------ |
| Beste Regisseur | Victor Fleming | Gone with the Wind |

### Scenario
| Categorie                | Winnaar         | Film                         |
| ------------------------ | --------------- | ---------------------------- |
| Beste Origineel Scenario | Lewis R. Foster | Mr. Smith Goes to Washington |
| Beste Bewerkt Scenario   | Sidney Howard   | Gone with the Wind           |

### Speciale prijzen
| Categorie                             | Winnaar                                                                                  |  |
| ------------------------------------- | ---------------------------------------------------------------------------------------- |  |
| Honorary Award                        | Jean Hersholt, Ralph Morgan, Ralph Block, Conrad Nagel, Douglas Fairbanks en Technicolor |  |
| The Irving G. Thalberg Memorial Award | David O. Selznick                                                                        |  |